# Philoliche speciosa
Philoliche speciosa är en tvåvingeart som först beskrevs av Austen 1912.  Philoliche speciosa ingår i släktet Philoliche och familjen bromsar. Inga underarter finns listade i Catalogue of Life.